# Berylmys berdmorei
Berylmys berdmorei är en däggdjursart som först beskrevs av Edward Blyth 1851. Berylmys berdmorei ingår i släktet Berylmys och familjen råttdjur. Internationella naturvårdsunionen kategoriserar arten globalt som livskraftig. Inga underarter finns listade.
Artepitet i det vetenskapliga namnet hedrar naturforskaren Thomas M. Berdmore.
Arten når vanligen en längd (huvud och bål) av 175 till 207 mm, en svanslängd av 134 till 170 mm och en vikt mellan 118 och 205 g. I Thailand kan vissa exemplar vara 255 mm långa (huvud och bål), med en upp till 192 mm lång svans och en maximal vikt av 235 g. Berylmys berdmorei har 36 till 46 mm långa bakfötter och 24 till 29 mm långa öron. Ovansidan är täckt av mörkgrå päls och på extremiteterna förekommer ljusgråa eller vita hår. Det finns en tydlig gräns mellan ovansidans päls och den vita pälsen på buken. På öronen förekommer tunna hår.
Detta råttdjur förekommer i Sydostasien från södra Kina och östra Myanmar över Laos, Thailand och Kambodja till södra Vietnam och norra Malackahalvön. Arten finns även på mindre öar i området. I bergstrakter når Berylmys berdmorei 2000 meter över havet. Habitatet utgörs av skogar, ofta träskskogar. Berylmys berdmorei uppsöker även jordbruksmark när den känner sig ostörd. Den är aktiv på natten och vilar på dagen i boet.
Boet är en några meter lång tunnel med två ingångar och ett större rum. Enligt ett fåtal dokumentationer lever en mindre familjegrupp i boet. De skapar ett större förråd.
Berylmys berdmorei är liksom andra släktmedlemmar ett skadedjur på odlade växter.